# Can Cortada (Mollet de Peralada)
|  | Per a altres significats, vegeu «Can Cortada (desambiguació)». |

Can Cortada és un edifici situat al nucli urbà de Mollet de Peralada. Aquesta obra popular va ser construïda l'any 1844.

## Descripció
Casa amb tres façanes lliures i unida a la resta de construccions per la façana del darrere, situada a cent metres de l'església. És una casa que ha estat totalment rehabilitada i només es conserva de la construcció original l'arc de la porta d'entrada. És un arc rebaixat fet amb carreus i amb la inscripció 1844 al carreu central.